# کرمپل
کرمپل (به آلمانی: Krempel) یک شهر در آلمان است که در دیمارشن واقع شده‌است. کرمپل ۶۴۷ نفر جمعیت دارد.